# الموثوقية والتوفر والصيانة والسلامة
الموثوقية والتواجدية والصيانة والسلامة (بالإنجليزية: Reliability, Availability, Maintainability)‏ وتُعرف اختصار باسم (RAMS).
- الموثوقية هي قدرة المنتج أو النظام لأداء وظيفة محددة ، وتكون إما موثوقية التصميم أو موثوقية التشغيل.
- التوفر هي قدرة النظام على أن يبقي في حالة عمل.
- ويتم تحديد الصيانة من قبل سهولة إصلاح المنتج أو النظام أو المحافظة عليه.
- السلامة هي شرط عدم حدوث أي ضرر بالناس ، بالبيئة ، أو أي ممتلكات خلال فترة وجود النظام.